# Abacaelostus
Abacaelostus is een geslacht van kevers uit de familie van de loopkevers (Carabidae). De wetenschappelijke naam van het geslacht werd in 1952 gepubliceerd door Stefano Lodovico Straneo.

## Soorten
Het geslacht Abacaelostus is monotypisch en omvat slechts de volgende soort:
- Abacaelostus filicornis Straneo, 1952